# Lars Ulrich

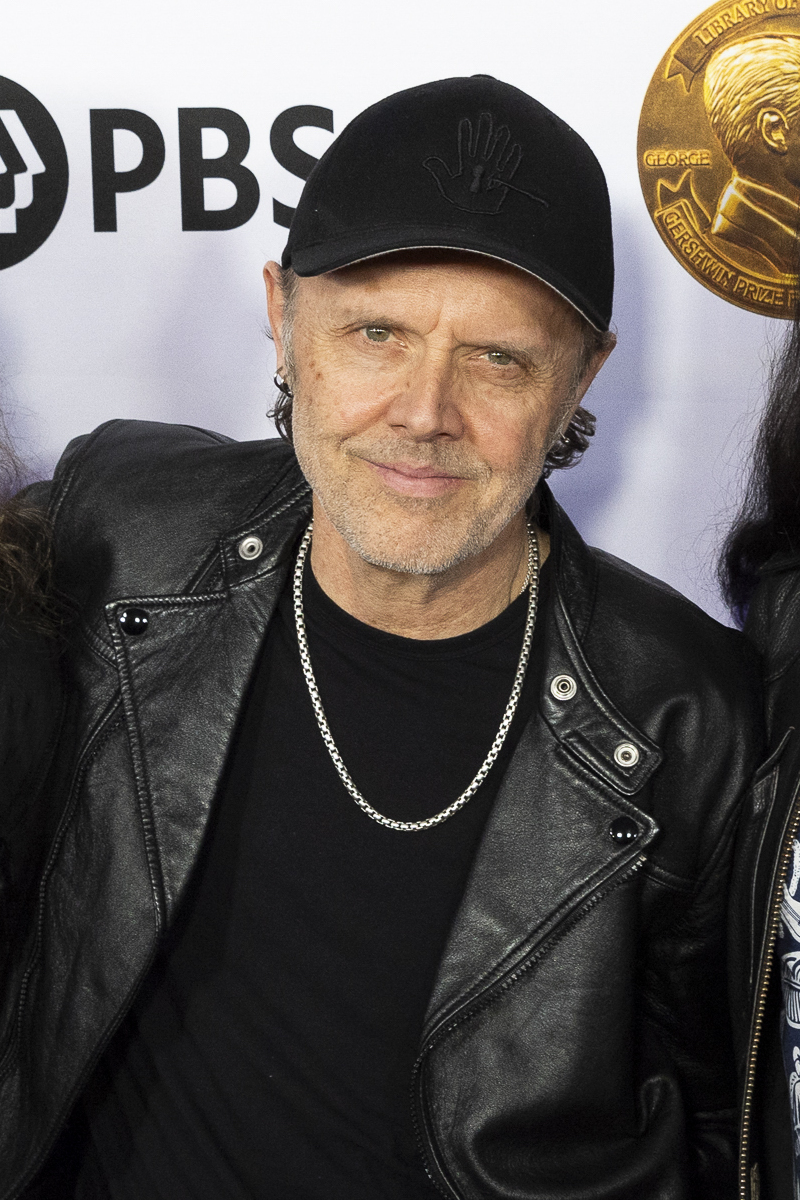
Lars Ulrich (2024)

Lars Ulrich (* 26. Dezember 1963 in Gentofte, Dänemark) ist ein dänischer Musiker und Songwriter. Er ist Mitbegründer und Schlagzeuger der Metal-Band Metallica.

## Leben und Karriere

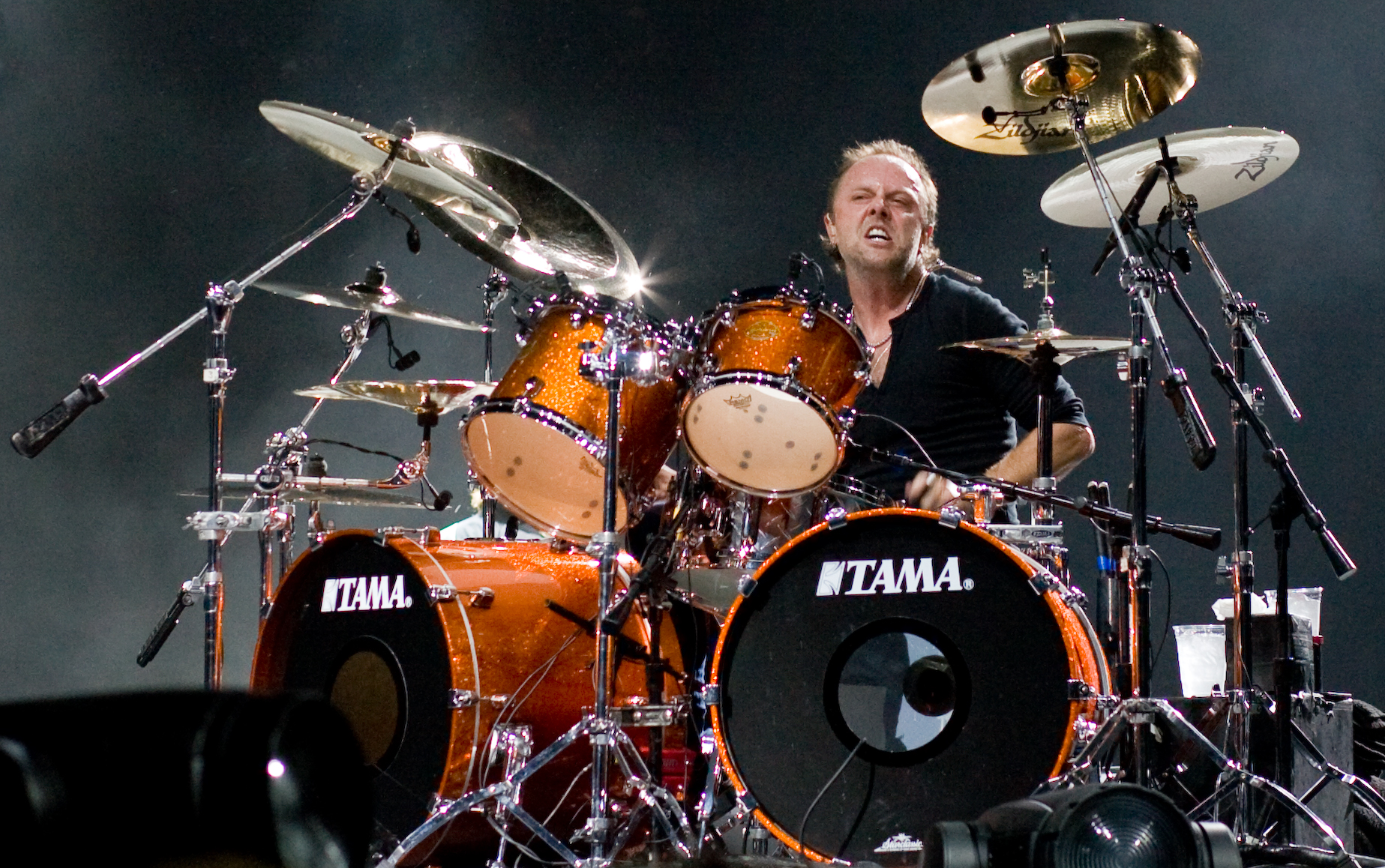
Ulrich mit Metallica in London (2008)

Als Sohn des Profitennisspielers und Jazz-Club-Besitzers Torben Ulrich (1928–2023) kam Lars Ulrich schon früh mit Musik in Kontakt. Der Vater spielte Lars Schallplatten von Miles Davis und Charlie Parker vor. Die Familie reiste für die Tennisturniere um die ganze Welt. 1973 besuchte Lars Ulrich mit seinem Vater ein Konzert von Deep Purple, deren Gitarrist Ritchie Blackmore ihn nach eigener Aussage tief beeindruckte.
Als Kind wollte Ulrich zunächst wie sein Vater Profitennisspieler werden. 1976 begann er zu musizieren, nachdem ihm seine Großeltern sein erstes Schlagzeug geschenkt hatten. 1979 siedelte die Familie in die USA über und ließ sich in Newport Beach, einer südlich von Los Angeles gelegenen Kleinstadt, nieder. Ulrich blieb dänischer Staatsangehöriger.
Ulrich wurde von seinen Eltern in ein Tennisinternat geschickt. Doch schon nach einem halben Jahr widmete er sich wieder der Musik, vor allem der New Wave of British Heavy Metal.
Problematisch jedoch war, dass in den USA zu diesem Zeitpunkt diese Musikbewegung noch völlig unbekannt war. Um die Bands dieser Musikrichtung hören zu können, beauftragte Ulrich daher Freunde aus Dänemark, Schallplatten zu ihm in die USA zu schicken, vor allem von Diamond Head.
Diese Band faszinierte Ulrich so sehr, dass er – noch minderjährig – 1980 nach England flog, um sich die Gruppe live anzuschauen. Er freundete sich mit dem Sänger Sean Harris an und verbrachte einen Monat mit der Band. Des Weiteren traf er dort auch Lemmy Kilmister, den Bassisten und Sänger der Band Motörhead, woraus später eine enge Freundschaft zwischen Kilmister und den Mitgliedern von Metallica entstand, die bis zu Lemmy Kilmisters Tod im Dezember 2015 Bestand hatte. Eine Legende besagt auch, dass Lars Ulrich der Gründer des amerikanischen Motörhead-Fanclubs gewesen wäre, was jedoch von Ulrich selbst widerlegt wurde.
Zurück in den USA machte sich Lars Ulrich daran, eine eigene Band zu gründen. Ein Angebot von Kurdt Vanderhoof lehnte er ab, da die Band Anvil Chorus (der Vorläufer von Metal Church) in San Francisco, zu weit für ihn, beheimatet war.
Über eine Anzeige im kalifornischen Recycler Magazin, in der Ulrich 1981 nach Bandkollegen für ein Metal-Projekt suchte, lernte er den Gitarristen James Hetfield kennen. Mit ihm gründete er 1981 die Band Metallica. Seitdem spielen beide Musiker bis heute zusammen. Im kreativen Prozess in der Band ist Ulrich dabei vor allem für das Arrangieren der Riffs und Songideen der anderen Bandmitglieder verantwortlich. Zudem ist er über die Jahre zu einer Art Sprecher der Band geworden (so vertrat er die Band z. B. in der Diskussion um Napster bei einer Anhörung vor dem US-Senat).
Ulrich wurde maßgeblich durch die New Wave of British Heavy Metal beeinflusst. Er stellte den 1990 veröffentlichten Sampler New Wave of British Heavy Metal ’79 Revisited zusammen, hatte aber nach eigenen Aussagen die damit verbundene Arbeit unterschätzt.

„Das fing damit an, daß ich manche dieser Gruppen gar nicht erreichen konnte, es wußte niemand, wie man zu denen Kontakt aufnehmen könnte, sie waren buchstäblich verschollen. Wie zum Beispiel Holocaust. Das einzige, was wir von dieser Band noch in Erfahrung bringen konnten, war, daß deren Gitarrist irgendwo in Edinburgh lebte. Also haben wir, als ich eines Tages in London bei der Phonogram war, die Auskunft angerufen und gebeten, uns die Nummern aller John Mortimers in Edinburgh zu geben. Die gaben uns auch sechs oder sieben Nummern, und dann ging’s los. Einen John Mortimer nach dem anderen haben wir antelefoniert. Das lief in etwa so: ‚Hallo?‘ · ‚Hallo, sind Sie der John Mortimer, der vor zehn Jahren bei Holocaust Gitarre gespielt hat?‘ · ‚Wollt Ihr mich verarschen? Ich bin Bergmann und hab nie was mit irgendeinem Holocaust zu tun gehabt. Goodbye!‘ Wir hatten Zechenkumpels dran und Autohändler und was weiß ich nicht alles. Einige von denen müssen uns für ganz schön blöd gehalten haben.“

Von 1997 bis 2004 war Ulrich mit Skylar Satenstein verheiratet, mit der er zwei gemeinsame Söhne hat. Zwischen 2003 und 2012 war er mit der dänischen Schauspielerin Connie Nielsen zusammen, die einen Sohn mit in die Beziehung brachte. Ein gemeinsamer Sohn kam am 21. Mai 2007 in San Francisco zur Welt. 2015 heiratete er das 20 Jahre jüngere Modell Jessica Miller.
Am 13. Juni 2017 wurde Ulrich von Königin Margrethe II. in den Dannebrogorden aufgenommen.
Lars Ulrich sammelt farbintensive Gemälde der Gegenwartskunst. In dem Dokumentarfilm Metallica: Some Kind of Monster von 2004 sieht man, wie Ulrich ein großformatiges Bild des Malers Jean-Michel Basquiat aus seinem Besitz im Auktionshaus Christie’s in New York City für einen Millionenbetrag versteigert.

## Instrumente

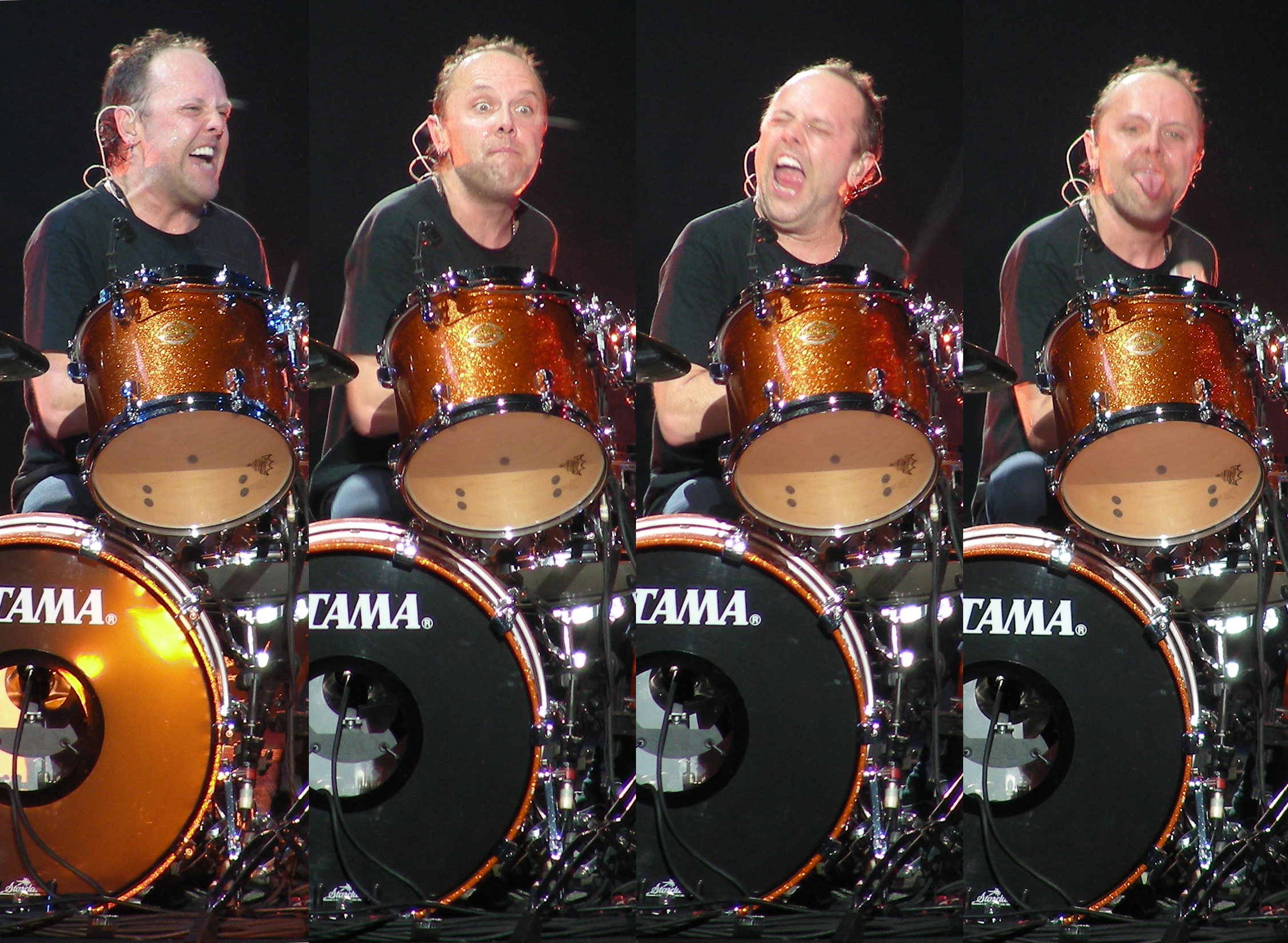
Collage verschiedener Gesichtsausdrücke von Lars Ulrich am Schlagzeug (2009)

Aktuell (seit 2016) spielt Lars Ulrich ein Doublebass-Schlagzeug mit zwei Hänge-Toms und zwei Stand-Toms. Es handelt sich dabei um ein Tama Starclassic Maple in „Lars Ulrich Deeper Purple“. Zudem spielt er seine eigene 14″-×-6.5″-Lars-Ulrich-Signatur-Snare. Er benutzt Zildjian-A-Custom-Projection-Becken sowie ein 18“- und ein 20″-Oriental-China-Trash, ebenfalls von Zildjian. Er spielt seine eigenen Ahead-Signature-Aluminium-Sticks.